# Inmigración italiana en España
La inmigración italiana en España configura una de las comunidades de italianos más grande del Viejo Continente y del mundo, fuera de su país. En el año 2018, los residentes italianos ocupan la cuarta posición superando a chinos y colombianos en cuanto a residentes extranjeros en España, habiendo crecido incluso durante los años de la crisis de 2008.
Aunque la mayor fracción de los inmigrantes italianos que ingresaron al país ibérico fue de hecho la de italianos naturales, una gran parte de los ciudadanos italianos en España no pertenecen a personas nacidas en Italia, sino, principalmente, a latinoamericanos que emigraron desde Argentina, Brasil, Venezuela o Uruguay, países que cuentan con una significativa cantidad de descendientes de italianos (que por lo general también lo son de españoles) y donde muchos están en condiciones de poder adquirir la ciudadanía y el pasaporte italiano.

## Historia
Italia y España siempre han tenido una buena relación, sus idiomas son ambos de origen latino, son miembros de pleno derecho de la OTAN, la Unión del Mediterráneo, la Unión Europea y la Eurozona.

### sigloXVIII
A lo largo del siglo XVIII muchos italianos se establecieron en España para trabajar en la administración de la dinastía borbónica. Ejemplo de éstos son los secretarios de estado José Gregorio Mauro, marqués de Esquilache, y el duque de Grimaldi, consejeros de Indias como Luis Yopulo y Spadafora, consejeros de Guerra como Horacio Borghese o Domingo Giudice e incluso consejeros de Hacienda como Juan Brancacho.
Cabe destacar el nombramiento como ministro de asuntos exteriores de Alberoni en 1715
Algunas ciudades, como en Valencia, se otorgaron la capitanía general a italianos. Francisco María Spínola (duque de San Pedro) y luego Luis Reggio Branciforte (príncipe de Campoflorido) sirvieron como capitanes generales a lo largo de este siglo.

### sigloXIX
Después de la salida de Isabel II, el parlamento eligió a Amadeo de Saboya para que reinase en España y lo hizo (como Amadeo I) entre 1871 y 1873.

## Causas
Desde hace años, los italianos han sido uno de los grupos nacionales que más han viajado por vacaciones a España. El conocer el país antes de elegirlo como lugar de residencia puede ser una de las causas de su decisión.
Algunos italianos aducen a los motivos culturales y de idioma como motivos para elegir España como país de residencia.

## Evolución del empadronamiento
| Gráfica de evolución de Inmigración italiana en España entre 1998 y 2022 |
|                                                                          |
| Datos del INE a 1 de enero de cada año.                                  |